# Javier Botet
Javier Botet López (Ciudad Real, 1977. július 30. –) spanyol színész.
Általában szörnyalakokat formál meg a filmvásznon. Feltűnt a Bíborhegy (2015), a Démonok között 2. (2016), az Az (2017) és az Az – Második fejezet (2019), az Insidious – Az utolsó kulcs (2018), a Slender Man – Az ismeretlen rém (2018) és a Lidérces mesék éjszakája (2019) című horrorfilmekben.

## Élete
Botet Ciudad Real tartományban született, Spanyolországban, Agustín Andrés Botet Rodríguez és María del Carmen Servilia López Nieto fiaként.
Ötéves korában Marfan-szindrómát diagnosztizáltak rajta. Botetnél ez bizonyos testszövetek hyperlaxitást váltott ki, amelytől rendkívül hosszú ujjai lettek, magas-vékony testfelépítéssel; 198 cm magas, súlya 56 kg.

## Filmográfia

### Film
| Év   | Magyar cím                      | Eredeti cím                       | Szerep                            | Magyar hang      | Rendező               |
| ---- | ------------------------------- | --------------------------------- | --------------------------------- | ---------------- | --------------------- |
| 2005 | Holtak tava                     | Beneath Still Waters              | Humanoid                          | nem szólal meg   | Brian Yuzna           |
| 2007 | Rec                             | REC                               | Niña Medeiros                     | nem szólal meg   | Paco Plaza (1.)       |
| 2009 | Rec 2.                          | REC 2                             | Niña Medeiros                     | nem szólal meg   | Paco Plaza (2.)       |
| 2012 | Rec 3. – Genezis                | REC 3: Genesis                    | Niña Medeiros                     | nem szólal meg   | Paco Plaza (3.)       |
| 2013 | Mama                            | Mama                              | Mama                              | nem szólal meg   | Andy Muschietti (1.)  |
| 2013 | Bűbáj és kéjelgés               | Witching & Bitching               | Luismi                            | Katona Zoltán    | Álex de la Iglesia    |
| 2015 | Bíborhegy                       | Crimson Peak                      | Enola / Margaret / Pamela         | nem szólal meg   | Guillermo del Toro    |
| 2016 | Az ajtón túl                    | The Other Side of the Door        | Myrtu                             | nem szólal meg   | Johannes Roberts      |
| 2016 | Démonok között 2.               | The Conjuring 2                   | Görbe ember                       | nem szólal meg   | James Wan             |
| 2016 |                                 | Don't Knock Twice                 | Ginger Special                    | nem szólal meg   | Caradog W. James      |
| 2017 | A múmia                         | The Mummy                         | Set                               | nem szólal meg   | Alex Kurtzman         |
| 2017 | Az                              | It                                | hajléktalan                       | Mesterházy Gyula | Andy Muschietti (2.)  |
| 2018 | Insidious – Az utolsó kulcs     | Insidious: The Last Key           | Kulcsos démon                     | nem szólal meg   | Adam Robitel          |
| 2018 | Slender Man – Az ismeretlen rém | Slender Man                       | Slender Man                       | nem szólal meg   | Sylvain White         |
| 2018 | Amikor lehunyod a szemed        | Mara                              | Mara                              | nem szólal meg   | Clive Tonge           |
| 2019 | Lidérces mesék éjszakája        | Scary Stories to Tell in the Dark | Nagylábujj nélküli halott         | nem szólal meg   | André Øvredal (1.)    |
| 2019 |                                 | Polaroid                          | entitás                           |                  | Lars Klevberg         |
| 2019 | Az – Második fejezet            | It Chapter Two                    | hajléktalan / boszorkány          | Mesterházy Gyula | Andy Muschietti (3.)  |
| 2019 | A vonatozás előnyei             | Advantages of Travelling by Train | Gárate                            |                  | Aritz Moreno          |
| 2020 | A rémület háza                  | 32 Malasana Street                | Anciana Clara / Esteban Larrañaga |                  | Albert Pintó          |
| 2020 | Kinek a háza?                   | His House                         | boszorkány                        |                  | Remi Weekes           |
| 2020 | Ne hallgass rájuk!              | Don't Listen                      | Cliente Librería                  |                  | Ángel Gómez Hernández |
| 2023 |                                 | The Last Voyage of the Demeter    | Drakula                           |                  | André Øvredal (2.)    |